# Watterstown
Die Town of Watterstown ist eine von 33 Towns im Grant County im US-amerikanischen Bundesstaat Wisconsin. Im Jahr 2010 hatte die Town of Watterstown 330 Einwohner.
Town hat in Wisconsin eine grundlegend andere Bedeutung, als im übrigen englischsprachigen Bereich. Vielmehr entspricht sie den in den anderen US-Bundesstaaten üblichen Townships, die nach dem County die nächstkleinere Verwaltungseinheit bilden.

## Geografie
Die Town of Watterstown liegt im Südwesten Wisconsins, am Südufer des Wisconsin River, einem linken Nebenfluss des die Grenze zu Iowa bildenden Mississippi. Die Town umschließt im Nordosten die selbstständige Gemeinde Blue River, ohne dass diese der Town angehört. Die Grenze zu Illinois befindet sich rund 85 km südlich.
Die Koordinaten der geografischen Mitte der Town of Watterstown sind 43°09′49″ nördlicher Breite und 90°35′40″ westlicher Länge. Sie erstreckt sich über eine Fläche von 74,5 km², die sich auf 71,8 km² Land- und 2,7 km² Wasserfläche verteilen. 
Die Town of Watterstown liegt im Nordosten des Grant County und grenzt an folgende Nachbartowns:
| Town of Richwood (Richland County) |                                             | Town of Eagle (Richland County) |
| Town of Boscobel                   | Kompassrose, die auf Nachbargemeinden zeigt | Town of Muscoda                 |
| Town of Marion                     | Town of Hickory Grove                       | Town of Castle Rock             |

## Verkehr
Der Wisconsin State Highway 133 sowie die County Highways M und T verlaufen durch die Town of Watterstown. Alle weiteren Straßen sind untergeordnete Landstraßen sowie teils unbefestigte Fahrwege.
Entlang des Wisconsin River verläuft für den Frachtverkehr eine Eisenbahnlinie der Wisconsin and Southern Railroad, die vom Mississippi nach Madison und von dort weiter nach Milwaukee führt.
Mit dem Boscobel Airport unmittelbar hinter der westlichen Grenze der Town ein kleiner Flugplatz. Die nächsten Verkehrsflughäfen sind Dubuque Regional Airport in Iowa (rund 100 km südlich) und der Dane County Regional Airport in Wisconsins Hauptstadt Madison (rund 120 km östlich).

## Bevölkerung
Nach der Volkszählung im Jahr 2010 lebten in der Town of Watterstown 330 Menschen in 133 Haushalten. Die Bevölkerungsdichte betrug 4,6 Einwohner pro Quadratkilometer. In den 133 Haushalten lebten statistisch je 2,48 Personen. 
Ethnisch betrachtet bestand die Bevölkerung mit zwei Ausnahmen nur aus Weißen. 
22,7 Prozent der Bevölkerung waren unter 18 Jahre alt, 63,1 Prozent waren zwischen 18 und 64 und 14,2 Prozent waren 65 Jahre oder älter. 45,2 Prozent der Bevölkerung war weiblich.
Das mittlere jährliche Einkommen eines Haushalts lag bei 56.667 USD. Das Pro-Kopf-Einkommen betrug 27.066 USD. 10,7 Prozent der Einwohner lebten unterhalb der Armutsgrenze.

## Ortschaften in der Town of Watterstown
Auf dem Gebiet der Town of Watterstown befinden sich neben Streubesiedlung keine weiteren Siedlungen.